# Hồ Okutama

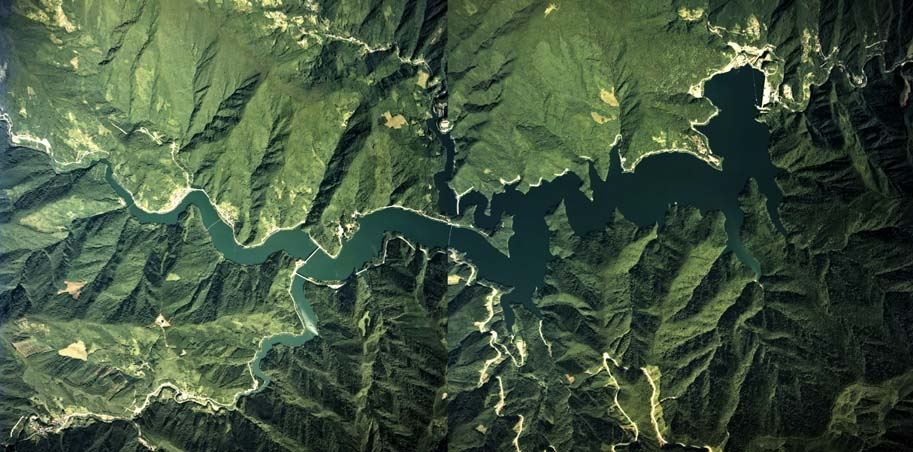
Ảnh chụp từ trên không của Hồ Okutama.

Hồ Okutama (奥多摩湖 (Áo Đa Ma hồ) Okutama-ko) nằm ở Tokyo và tỉnh Yamanashi, Nhật Bản. Tại đây có Đập Ogōchi, nên nó cũng có tên khác là Hồ Ogōchi. Hồ Okutama là một trong những nguồn cung cấp nước uống quan trọng cho Tokyo.

## Mô tả
Hồ Okutama chiếm một phần vùng đô thị của Okutama ở quận Nishitama, Tokyo và vùng nông thôn của Tabayama ở quận Kitatsuru, Yamanashi.
Sông Taba(Tama) dẫn nước vào hồ Okutama từ phía bờ Tây. Còn từ phía Tây Nam là sông Kosuge. Mạn Đông của hồ, nước tiếp tục trôi theo sông Tama về Tokyo. Chung quanh hồ là một địa điểm du lịch nổi tiếng vào mùa xuân với rất nhiều hoa Anh Đào.

## Đập Ogōchi
- Độ cao đập: 149 m
- Chiều dài đập: 353 m
- Chiều dài phần sâu nhất: 142 m
- Độ sâu trung bình: 43.6 m
- Chu vi khi đầy nước: 45.37 km
- Độ cao bề mặt khi đầy nước: 526.5 m
- Diện tích bề mặt khi đầy nước: 4.25 km²
- Thể tích: 185 400 000 m³
- Hoàn thành: 1957
- Di dân: 945 hộ dân, 6,000 người
- Số người thiệt mạng trong khi xây dựng: 87 người